# Marsanne
Marsanne ist eine französische Gemeinde mit 1262 Einwohnern (Stand 1. Januar 2022) im Département Drôme in der Region Auvergne-Rhône-Alpes. Sie gehört zum Arrondissement Nyons des Kantons Dieulefit.

## Bevölkerungsentwicklung
| Jahr                       | 1962 | 1968 | 1975 | 1982 | 1990 | 1999 | 2005 | 2016 |
| Einwohner                  | 823  | 817  | 779  | 772  | 873  | 998  | 1209 | 1333 |
| Quellen: Cassini und INSEE |      |      |      |      |      |      |      |      |

## Sehenswürdigkeiten

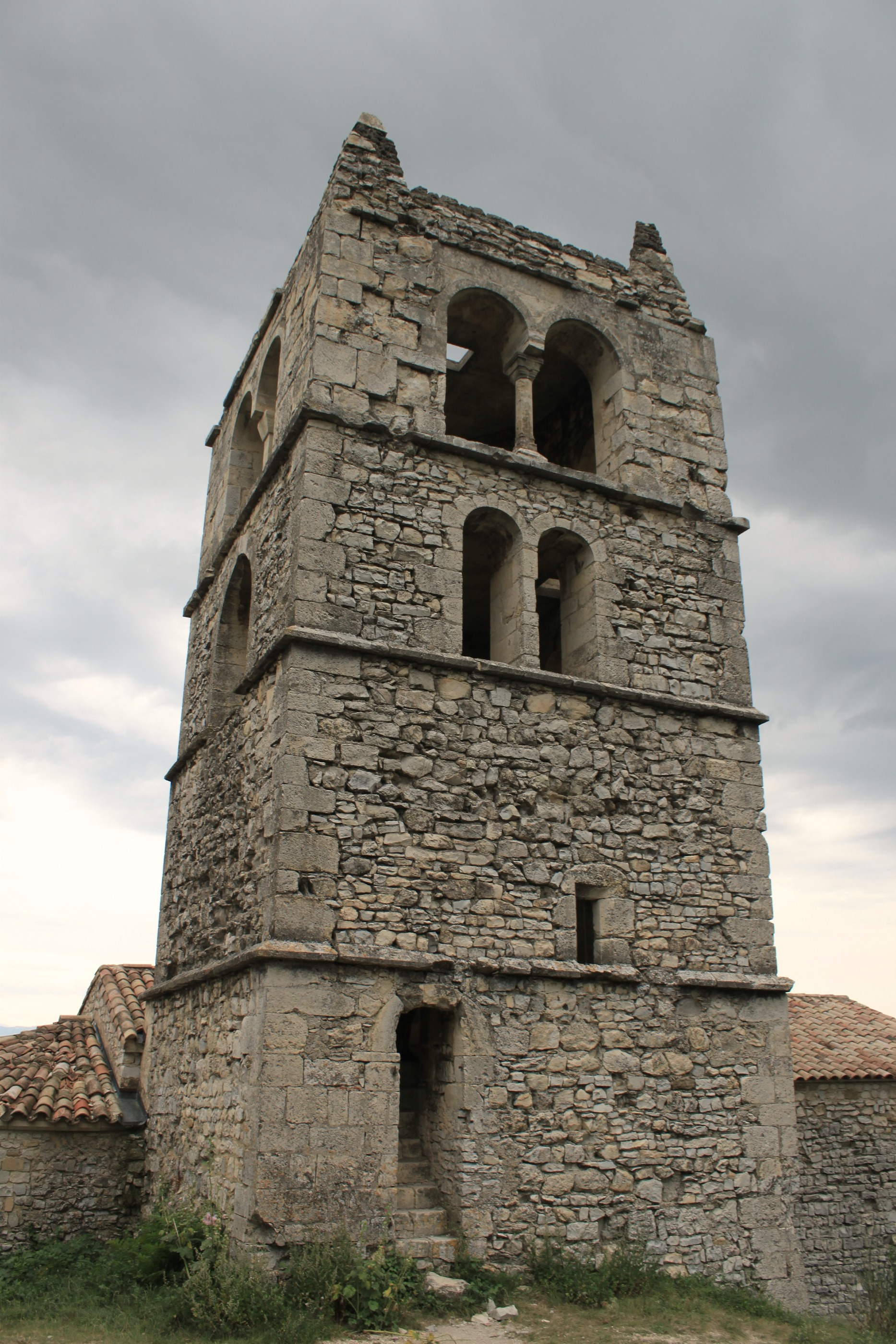
Turm der Kirche Saint-Félix

Zu den Sehenswürdigkeiten der Gemeinde zählen die Ruine des Schlosses aus dem 11. Jahrhundert und eine Straße mit zahlreichen Gebäuden aus dem 17. und 18. Jahrhundert, die Rue du Comte de Poitiers. Eine weitere Sehenswürdigkeit ist die romanische Kirche Saint-Félix, die am Ende des 12. Jahrhunderts gebaut und im 15. Jahrhundert erweitert wurde. Seit dem 13. Juli 1926 steht sie unter Denkmalschutz. Im Jahr 1995 wurde die Kirche restauriert.

## Weinbau
Die Umgebung, in der vor allem Weinbau betrieben wird, wird Pays de Marsanne genannt. Bekannt ist der Ort als Namensgeber der Rebsorte Marsanne blanche.

## Gemeindepartnerschaft
- Oberaula, in Hessen, seit 1996

## Persönlichkeiten
Émile Loubet (1838–1929), französischer Staatspräsident